# Habitatge al carrer Sant Agustí, 16 (Mataró)
L'Habitatge al carrer Sant Agustí, 16 és una obra historicista de Mataró (Maresme) protegida com a Bé Cultural d'Interès Local.

## Descripció
Casa entre mitgeres de planta baixa i pis. S'observa un portal i finestra en planta baixa i un balcó longitudinal al primer pis. Les dues obertures de la planta pis estan ornamentades amb motius florals i geomètrics que sobresurten de la cornisa.
Anteriorment, la planta baixa es va modificar creant un porxo d'accés a l'habitatge. La façana presenta un acabat pintat en planta baixa i esgrafiat amb motius florals a la planta pis
Aquesta casa i la veïna del número 14 es van unir en una construcció nova i se n'ha respectat la façana del número 16, incorporada a la banda esquerra de l'edifici actual.